# 太字號驅逐艦
太字號軍艦是中華民國海軍於第二次世界大戰之後取的護航驅逐艦的級別名稱，但由於當時在中文中並沒有護航驅逐艦這個屬性，因此在宣傳資料上都只以「驅逐艦」稱呼，每艘驅逐艦的艦名當中都會有一個「太」字。使用這種通稱的軍艦是來自於接收美國海軍的護航驅逐艦，於1948年10月18日，中華民國國防部修訂海軍艦艇命名原則，明訂護航驅逐艦以「太」、「安」字縣名命名。1962年9月再次修頒海軍艦艇船舶命名原則，護航驅逐艦以中華民國具有「太」字及「安」字縣名命名。在此之後的驅逐艦都是來自於美國在二次大戰時期下水的各類護航驅逐艦。
第一批2艘太字號是在第二次世界大戰期間決定軍援，第二批4艘太字號是在二戰後軍援的艦艇，最後1艘（太原）是在1960年代末期向美國購入封存艦艇。
太字號在返回中國大陸後，即投入國共內戰運用，最高峰的運用期是在1950年代前線外島駐防戰鬥任務。相較於噸位更大、火力更強的陽字號驅逐艦，太字號是海軍在前線戰鬥佈署的主要海軍戰力。
在1950年代後期，尚服役的太字號驅逐艦皆完成火力強化改造，原配置的3吋主砲都更換為5吋開敞式艦砲，並安裝自F-86軍刀戰鬥機拆卸移植的陀螺儀充當砲身穩定裝置，提高火砲的命中率。在1940年代軍援的太字號皆在1970年代除役，太字號最後一艘在1992年退役。

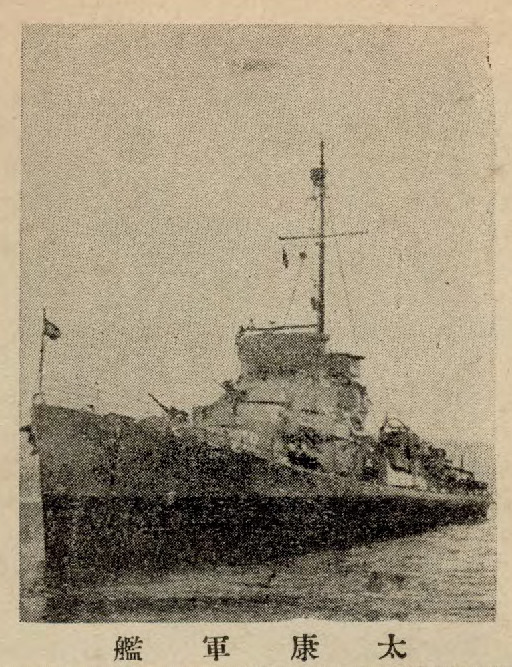
中國新海軍插圖

## 太字號驅逐艦各艦列表
|       |      | 美國時期           | 美國時期          | 美國時期 | 美國時期 | 美國時期 | 中華民國海軍時期 | 中華民國海軍時期 | 中華民國海軍時期       |
| 舷號  | 艦名 | 級別               | 艦名              | 動工日期 | 下水日期 | 成軍日期 | 移交日期         | 除役/除籍日期    | 備註                   |
| ----- | ---- | ------------------ | ----------------- | -------- | -------- | -------- | ---------------- | ---------------- | ---------------------- |
| DE-21 | 太康 | 艾瓦茲級護航驅逐艦 | Wyffels (DE-6)    |          |          |          | 1945年           | 1975年           |                        |
| DE-22 | 太平 | 艾瓦茲級護航驅逐艦 | Decker (DE-47)    |          |          |          | 1945年           | 1954年           | 1954年被共軍魚雷艇擊沈 |
| DE-23 | 太和 | 坎農級護航驅逐艦   | Thomas_(DE-102)   |          |          |          | 1948年           | 1975年           |                        |
| DE-24 | 太倉 | 坎農級護航驅逐艦   | Bostwick (DE-103) |          |          |          | 1948年           | 1973年           | 曾參與五一海戰         |
| DE-25 | 太湖 | 坎農級護航驅逐艦   | Breeman (DE-104)  |          |          |          | 1948年           | 1975年           |                        |
| DE-26 | 太昭 | 坎農級護航驅逐艦   | Carter (DE-112)   |          |          |          | 1948年           | 1972年           |                        |
| DE-27 | 太原 | 勒德洛級護航驅逐艦 | Riley (DE-579)    |          |          |          | 1968年           | 1997年           | 後改為巡防艦。         |

## 資料來源
1. ↑  .   [2016-09-24]. （原始内容存档于2016-09-27）.
2. ↑  .   [2016-09-24]. （原始内容存档于2016-09-27）.